# کبودگنبد (پاکدشت)
کبودگنبد (پاکدشت)، روستایی از توابع بخش شریف‌آباد شهرستان پاکدشت در استان تهران ایران است.

## جمعیت
این روستا در دهستان جمال آباد قرار دارد و براساس سرشماری مرکز آمار ایران در سال ۱۳۸۵، جمعیت آن ۷۳۸ نفر (۱۶۸خانوار) بوده‌است.